# セルブロードキャスト
セルブロードキャスト（英: Cell Broadcast）とは、携帯電話などの移動通信端末に対して、災害や公衆安全に関する情報などを短文で一斉同報配信するシステム・サービスである。

## 概要
|                         | ショートメッセージ (SMS)                                                                                        | セルブロードキャスト (CBS)                                                                                        |
| 通信の型                | 1対1 | 1対多数（エリア）                                                                                                 |
| 電話番号が必要か        | 必要 | 不要 |
| 場所に依存するか        | 場所に関係なく、指定した番号に送る                                                                              | 指定した地理的エリア内のすべての端末に送る                                                                        |
| 返信が可能か            | 可 | 不可 |
| 災害時の伝達度          | - 送信に必要な時間が短く、電波環境が悪くても届きやすい。 - 輻輳が起こりうる。一度に大量の通信があると遅延する。 | - 専用チャネルを使うため、輻輳は起こりにくい。 - 電波環境が悪いと遅延しうる。                                     |
| 繰り返し送信・電源OFF時 | 繰り返しなし。送信時に指定した端末の電源が入っていない場合、事業者で一時預かり、電源を入れたときに受信する。    | 繰り返しあり。事業者が設定した数秒 - 数十分の周期で繰り返し送られる。ただし、電源が入っていない場合は受信しない。 |
| 端末の互換性            | すべての端末が対応している                                                                                      | 多くの端末が対応しているが、手動で設定が必要だったり、ソフトウェアが必要だったりする。                            |
| 受信時の動作            | ディスプレイ表示・着信音は利用者が任意に設定できる                                                              | ディスプレイにプッシュ表示される。着信音は既定。                                                                  |
| 受信確認                | 送信者は受信確認を要求できる。                                                                                  | 受信確認は行われない。                                                                                            |

セルブロードキャストは、通信事業者側（サーバー・交換機・基地局）と利用者側（携帯電話などの端末）との間で双方向に通信を行う通常のパケット通信とは異なり、事業者側から利用者側へ一方通行で送信するブロードキャスト型の通信である。また、基地局と端末が1対1で通信するパケット通信に対し、セルブロードキャストではセルを最小単位とし、セル内の不特定多数の端末へ送信する。
通信量が最小限で済むため、パケット通信で懸念される輻輳（回線のパンク）の恐れがないこと、送信に掛かる時間が短く済むこと、対象エリア内のすべての端末に無差別に送信するため、基地局側でアドレス管理が不要なことなどを利点とする。
一方で、電波の状態が悪い場所や圏外の場所はもちろん、パケット通信中や通話中の端末では受信できないという欠点がある（ただし、ETWS規格では通信中でも受信できる）。

### 沿革と方式・用途
最初に開発されたセルブロードキャストの方式は、3GPPが標準を策定したCell Broadcast Service (CBS) である。GSM（第2世代=2G）やW-CDMA(UMTS)（第3世代=3G）規格に対応している。
CBSは当初、欧米で行われていたテレテキスト(teletext) = 文字多重放送を携帯電話でも実現する目的で、携帯電話におけるメッセージング（文字配信）サービスとして既に開発され普及していたユニキャスト型のSMS（ショート・メッセージ・サービス）を、ブロードキャスト型で実現するバリエーションとして策定された。
そして実際に、複数の事業者で交通情報やニュースのヘッドラインなどの配信に用いられ、携帯端末のソフトウェアを遠隔で更新する為の通信にもSMSとCBSが用いられるようになった。一部の事業者では新機能や特別なサービス提供のお知らせといった広告用途にも用いられた。
こうしたサービスでは、不特定多数の利用者に同じ情報を配信するため、情報の種類を予め選択できないという特徴をもつ。ニュースのヘッドライン配信では、例えばスポーツや経済のニュースだけ見たいからといって個々に設定はできず、全ての端末に同じヘッドラインが配信される。その一方で、技術的に利用者毎の課金管理はできない。
また、W-CDMA規格のCBSに対して、CDMA2000（3G）規格では3GPP2がBroadcast SMS (BC-SMS) 方式を策定した。
CBSによる配信システムが普及すると、その用途は徐々に変化する。日本では、気象庁の発表する緊急地震速報を携帯電話に配信するサービスがCBSを用いて開発された（エリアメール・緊急速報メール）。
配信時間の更なる短縮や、自然災害のみならず武力衝突や大規模事故などの危険に対応した情報配信の要望が高まったことから、3GPPは、CBSをベースに緊急情報の配信に特化させたPublic Warning System (PWS) を策定した。PWSは、2Gや3GにおけるCBSの拡張だけでなく、LTE（第3.9世代=3.9Gまたは第4世代=4G）規格にも対応した。
ただ、PWSへのニーズは地域により異なり、日本では地震や津波の警戒を呼び掛けるために即時性（いかに早く届くか）が求められる一方、アメリカなどでは災害のみならず犯罪・事件発生に関する情報提供にも対応できる普遍性が求められ、複数のサブシステムが策定されるに至った。Earthquake and Tsunami Warning System (ETWS) は前者のニーズ、Commercial Mobile Alert System (CMAS) は後者のニーズを満たすよう設計されたサブシステムで、ETWSは日本、CMASはアメリカで採用されるなど、地域により採用方式が異なる。
なお、緊急情報に特化しない、メッセージングサービスの1方式としてのCBSを拡張するものとして、W-CDMA規格ではMultimedia Broadcast Multicast Service (MBMS)方式（策定：3GPP）、CDMA2000規格ではBroadCast MultiCast Service (BCMCS)方式（策定：3GPP2）がそれぞれ策定された。MBMSはLTEにも対応している。動画などのマルチメディア配信にも対応し、マルチキャストも行うこの方式ができたことで、ニュース配信はこちらの方式に移行しつつある。（cf.EZニュースフラッシュ、Multimedia Broadcast Multicast Service）

## CBS

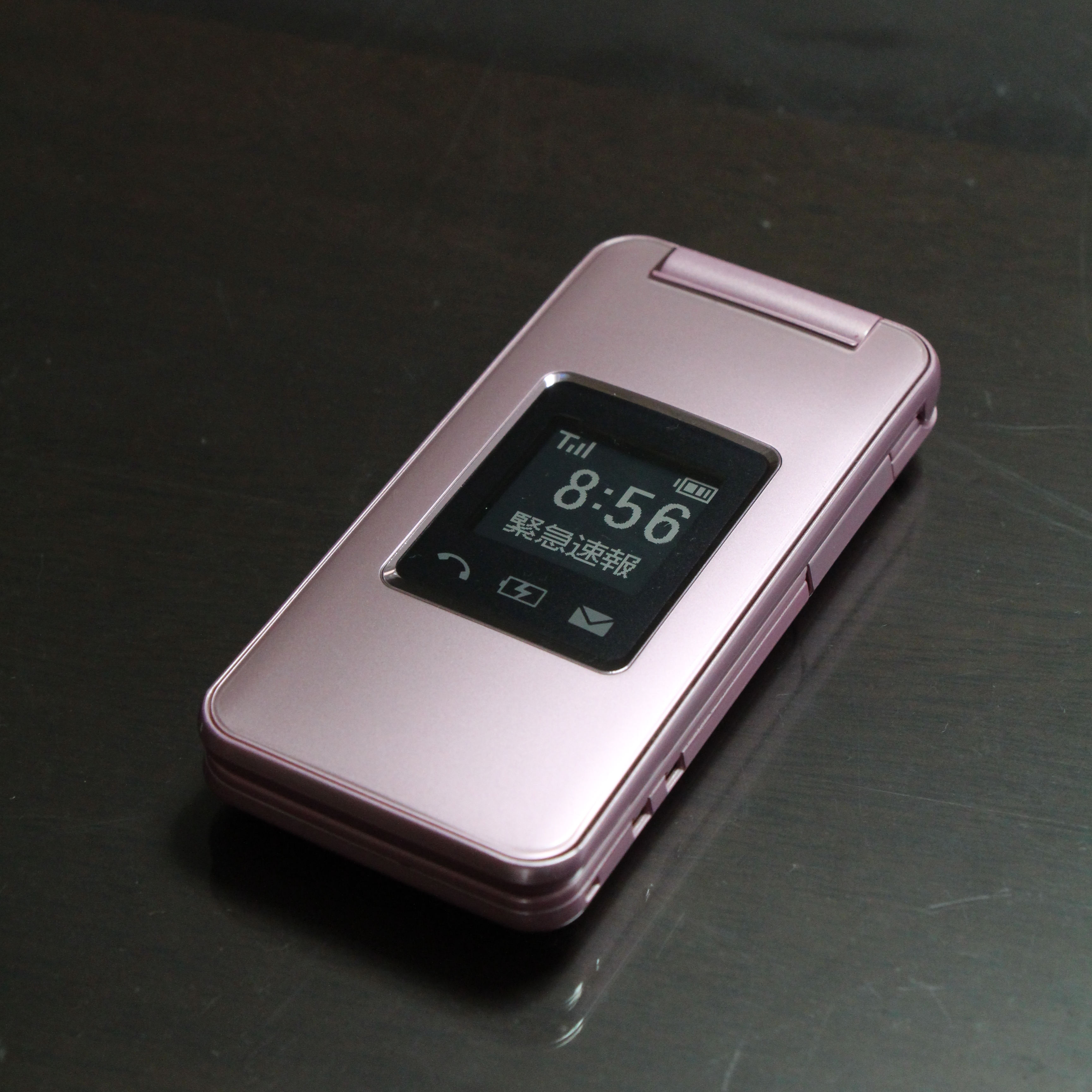
3Gの携帯電話における緊急速報メール受信時の表示

CBSは上記のとおり、2G・3G規格の端末で、文字情報配信を行う方式である。
携帯電話の端末（利用者側）と基地局（事業者側）の通信においてはいくつかの仮想の伝送路（チャネル）が設定され使い分けられるが、CBSではCTCH（Common Traffic CHannel = 共通トラフィックチャネル）というチャネルを使う。CTCHは基地局から端末への単方向のチャネルで、一定の間隔で、基地局が受けもつセル内の全端末に向けて、一方的に送信される。
通常のパケット通信では、基地局の呼び出しと端末の応答、相互の認証、基地局の接続要求と端末の応答といった双方向の通信プロセスを経るが、CBSでは単方向のCTCHを使うので、この送信タイミングに端末で受信準備ができていれば受信できる。
端末側で常にCTCHを監視することも可能だが、待機時の消費電力が大きくなる。一方でこれを抑えようとCTCHの送信間隔を長くすると、特に災害情報に必要な即時性が失われる。このため、通常はCTCHをOFFとし、必要時のみONとする設定を事業者側で行うのが普通である。
端末側にタイミングを知らせるために使うのは、一定の間隔で基地局からセル内の全端末に向けて送信されている、システム情報のBCCH（BroadCast CHannel = 報知チャネル）と、ページング用のPCH（Paging CHannel = ページングチャネル）といういずれも単方向のチャネルである。
BCCHにはCTCHがONであるという情報が付加され、PCHにはBCCHに変更があったという情報が付加される。BCCHは端末の電源が入った時など不定期にしか読み込まれないため、定期的に読み込むPCHに情報が付加され、これが端末側にCBS配信を知らせる起点となる。
事業者側では、CBE→CBC→SGSN→RNC→BTSの順に伝達される仕様になっている。CBE（Cell Broadcast Entry）は情報の発信元である。CBEから情報提供を受けたCBC（Cell Broadcast Center = 同報配信装置）は、CBSのメッセージ作成と配信先の決定を行う。例として日本で緊急地震速報の配信を行うNTTドコモの「エリアメール」の場合、速報を発表する気象庁と、それを仲介し電文にして各機関に送信する気象業務支援センターがCBEに該当する。緊急地震速報の電文は規定のフォーマット（形式）になっているので、これを受信したCBCは自動的に電文から情報を抽出してメッセージ作成等を行う。
CBCはSGSNを経由して、配信先のRNC（Radio Network Controller = 無線ネットワーク制御装置）にCBSのデータを送信する。そして、RNCは受けもちのセルのBTSに送信、BTSがそれを電波にして発信し、そのエリア内にいる端末が受信する流れとなる。
CBSの仕様として、データは1ページにつき88オクテット、そのうちテキストは82オクテットで、文字にして93文字（英数字）までに制限される。ただし、15ページまで連結可能で、その場合最大1395文字（英数字）となる。見出しあるいは重要な情報を1ページ目に置き、2ページ目以降を補足事項とすることが可能。
特記すべき点として、待受中の端末のみがCBSを受信可能であることが挙げられる。通信中の端末はCTCHやBCCHを含むSCCPCH(Secondary Common Control Physical CHannel)を受信しないため、CBSを受信できない。従って、全ての端末にCBSを配信することができないという、技術的な制約となっている。ただし、何度も繰り返し送信することで配信確率を上げることは可能である。NTTドコモの「エリアメール」等では、繰り返し配信して確率を高めるとともに、端末側では、メッセージが既に受信済みなのか新規なのかを識別して、受信済みであれば破棄する制御を行う。
日本のNTTドコモは、CBS方式の「エリアメール」を2007年12月に開始している。またソフトバンクモバイルも同方式の「緊急速報メール」を2012年1月に開始している。両サービスでは、CBSを受信した端末がブザーを鳴動したり振動したりする。これは端末の設定に依存する。つまり、受信したCBSのメッセージを読み込んで鳴動・振動するよう設計された、両サービスに対応した端末のみ鳴動・振動する。
このほか、いくつかの国や地域で導入されている。
- 韓国 - CBSでエンターテインメント情報やニュースを配信する有料サービスが1998年に開始。その後、大雨などの防災情報を提供するサービスが2004年に一部で開始、2005年には国内全域で開始。防災情報のみならず、不明児童捜索の情報や緊急の献血呼びかけ等の公共情報が配信された例がある[18]
- スリランカ - 2004年のインド洋大津波で3万人以上の死者を出した教訓から、産・学・官連携でシステムが開発され、2009年1月にパイロット版が稼働した。3つの現地語で配信されている。また現地の通信事情に応じ、対応の2G端末のほか、スマートフォンではJavaアプリのダウンロードにより対応可能な仕様とした[19]。

## BC-SMS
W-CDMA規格のCBSに対応するものとして、CDMA2000規格向けに策定された方式。
BC-SMS方式では、基地局から端末へのメッセージ送信に、PCH（ページングチャネル）、FCCH（Forward Common Control Channel = 下り共通制御チャネル）、BCCH（Broadcast Control Channel = ブロードキャスト制御チャネル）のいずれかのチャンネルに設定した同報配信用のスロットを利用する。
待受中の端末にメッセージ送信を知らせる方法は2通りある。ESPM（Extended System Parameters Message = 拡張システムパラメータメッセージ）という信号を用い、前述の中の1つを専用スロットに指定して常に監視させる方法と、必要時に全てのページング用スロットにBC-SMSの開始通知とスロットを指定するインデックスを付加する方法がある。前者は待機時の消費電力が大きくなり、これを抑えようとスロットの間隔を長くすると即時性が失われる。後者は待機時の消費電力を抑えられるが、開始通知からメッセージ送信までに一定時間空ける必要があるため若干のタイムロスがある。
事業者側では、発信機関→BSD→SMSC→MSC→基地局制御装置→基地局の順に伝達される。情報元の発信機関から情報提供を受け、BSD（Broadcast Short message service Dispatcher = BC-SMS配信装置）がメッセージ作成と配信先の決定を行う。SMSCはそれに制御情報を付加し、MSC（交換局）が該当するセルの基地局に送信、基地局が電波にして発信し、そのエリア内にいる端末が受信する流れ。
日本のKDDIは、BC-SMS方式の「緊急速報メール」を2008年3月に開始している。このサービスにおける鳴動・振動も端末の設定に依存する。

## PWS

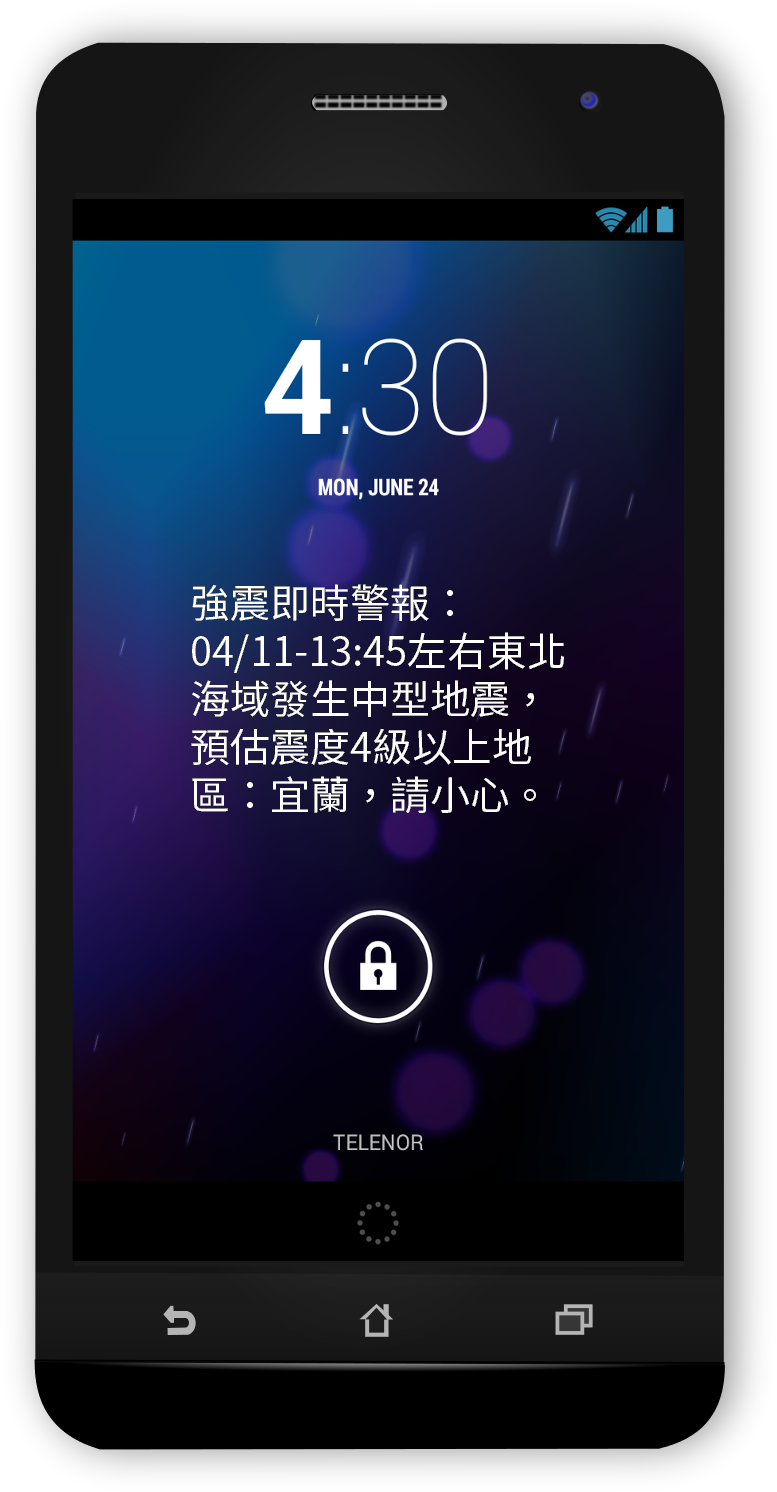
スマートフォンの待ち受け画面におけるPWSのポップアップ表示のイメージ（言語:中国語繁体字）

### ETWS
日本のNTTドコモがCBS方式で開発した「エリアメール」の技術をベースに策定された。最低限の情報に限った第1通知（Primary Notification）とそれを補足する第2通知（Secondary Notification）の2段構成にし、第1報を理論上最短約4秒で配信する要求条件を定めていることが特徴。
CBSでは無線基地局から端末への送信にCTCHという専用のチャネルを使うが、LTE向けETWSでは共通のチャネルでの送信に改良された。また、CBCではページングチャネル(PCH)読み込み→報知チャネル(BCCH)読み込み→CTCH読み込みの3段階だったが、LTE向けETWSではページングチャネル→共通チャネルと短縮された。更に、CBSのように待受中だけでなく、通信中の端末も受信できるようになった（LTE向け・3G向け共通）。
以下、LTE向けETWSについて述べる。伝達順は、CBE→CBC→MME→eNB→端末である。
情報元であるCBE（Cell Broadcast Entry）から情報提供を受け、CBC（Cell Broadcast Center = 同報配信装置）はメッセージ作成と配信先の決定を行う。CBCは作成した災害の種類、メッセージ文、配信するエリアなどの情報、さらに必要時は第1通知（Primary Notification）情報を"Write-Replace Warning Request"という信号にまとめ、MME（Mobility Management Entity = 移動管理装置）に送信する。
情報の主な仕様を以下に示す。
- 災害の種類 - 「地震」「津波」「地震および津波」「テスト」「その他」の5種[21]。
- 配信エリア
  - LTE向けETWS - セル単位、TA（Tracking Area = LTEの位置登録エリア）単位、EA（Emergency Area、事業者が任意に設定できるエリア）単位の3通りの設定が可能。TA単位とした場合、ネットワーク処理の負荷が低減され、僅かだが高速化が望める。EAは災害の性質や警報区域の都合に応じて柔軟に設定できる[6]。
  - 3G向けETWS - セル単位のみ[6]。

MMEは該当エリアのeNB（eNodeB = 無線基地局）に"Write-Replace Warning Request"信号を送付する。同時にMMEはCBCに応答を返し、さらにCBCからCBEに応答が返されることでCBEは処理が開始されたことを確認する。
eNBは配信情報を電波にして発信し、そのエリア内にいる端末が受信する。具体的にはまず、ページングチャネルにおいて、ETWSの送信を知らせる"ETWS Indication"というビットを付加したページングメッセージを配信する。この処理は他の処理に優先して行い、繰り返し配信することで、端末の受信率が高まるよう設計された。端末がページングチャネルを確認する周期は、標準規格上、320ms（ミリ秒）、640ms、1.28s（秒）、2.56sのいずれかであり、この時間内に1回は受信のチャンスがある。
次にeNBは、共通チャネルで一定間隔で配信されている報知情報の特定のブロックに、ETWSメッセージをセットして、繰り返し配信する。"SIB10 (System Information Block type 10)"に第1通知（Primary Notification）、"SIB11 (System Information Block type 11)"に第2通知（Secondary Notification）が入る。配信周期は、標準規格上、80ms、160ms、320ms、640ms、1.28s、2.56s、5.12sのいずれか。ただし、MMEから新規に信号を受信した時点で、eNBは前記の周期に拘わらず速やかに配信を始める。
SIB10は災害種別を示すパラメータだけの短い情報のため、1つの配信サイクル内で受信が完了し（セグメンテーションがない）、速やかに端末が動作する。SIB10（第1通知）を受信した端末は、予めの設定により、災害種別パラメータに対応した短い文章のポップアップ表示、鳴動や振動を行う。
SIB11（第2通知）は配信されるメッセージ本文で、最大で9,600オクテットに及ぶやや長い文章を入れられる。文章が長いと、複数の配信サイクルにまたがって受信し（セグメンテーションがある）、デコードを行った後文章を表示するため、若干の処理時間がかかる。
なお、端末は、繰り返し配信される情報を受信する度に、災害種別を示すパラメータを確認して重複表示を防ぐ。
3G向けETWSの場合、ほとんどの仕様はCBSと共通だが、新たにページング信号に災害種別を示すパラメータを設けた。これにより、端末が配信を初めて知るページングチャネル(PCH)読み込みの段階で、予めの端末設定により、災害種別パラメータに対応した短い文章のポップアップ表示、鳴動や振動を行うことが可能となり、CBSよりも時間短縮が図られた。
ETWS対応の端末では、通信キャリアとの契約を解約しても解約済みのSIMカードが挿入されている場合、受信できる場合がある。
近年は家電量販店でSIMフリーの格安端末が売られているが、機種によっては、ETWSに対応していないものもあり、その場合、受信できない。

### CMAS

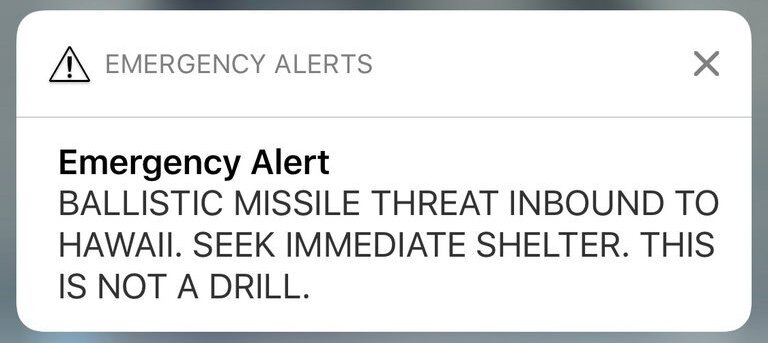
スマートフォンにおける実際のPWSのポップアップ表示（言語:英語。2018年1月にハワイで弾道ミサイル避難の誤報が発信された際のもの）

CMASはアメリカの情勢変化や法律制定に対応するために策定された方式。2001年の同時多発テロや2005年のハリケーン・カトリーナ等の教訓を受けて2006年に制定されたWARN法 (Warning, Alert and Response Network Act)で定められ、テレビ・ラジオで警報を配信する既存のEAS (Emergency Alert System)を補完するシステムとして開発が進められた。
CMASの伝達はWNP→アグリゲータ→アラートゲートウェイ→ゲートウェイ→交換機・基地局→端末という流れ。WNP (Warning Notification Provider)は警報を発信する機関であり、政府機関（連邦機関）や自治体（州・市・郡など）など複数ある。アグリゲータ (Aggregator)はこれらを一手に収集し、正規の機関から発信されているかどうか認証した上で、優先順位を決めて送信する。アラートゲートウェイは、情報を元にメッセージ本文を作成して送信する。
優先順位は3段階ある。1が最優先であり、2と3はアグリゲータに送られてきた順番に送信される。2と3は端末側でoff（受信しない）に設定できるが、1はそれができない。
1. Presidential Alerts - 大統領級の警報。国家的な危機や非常事態において、大統領が全国民に向けて発する。
2. Imminent Threat Alerts - ハリケーンや竜巻など、安全を脅かす緊急事態。以下の3要素により細分される。
  - Urgency（緊急性） - Immediate / Expected
  - Severity（重大性） - Extreme / Severe
  - Certeinty（確実性・確率） - Observed / Likely
3. Child Abduction Emergency/Amber Alerts - 子供の誘拐・失踪情報。

アグリゲータとアラートゲートウェイはアメリカの連邦政府が管理しており、情報の認証や優先順位の決定、さらには本文の作成まで行う。これは、通信事業者がメッセージ本文を作成するETWS（日本のエリアメール・緊急速報メール）と異なる。
WNPからアグリゲータへ送信される情報は、CAP (Common Alerting Protocol)という統一様式の電文にすることが定められている。アグリゲータの設置やCAPへの統一は、警報を発する機関が複数あり、また通信事業者だけでなく、テレビ・ラジオ、インターネット、公共の場所のサイレンや電光掲示板などにも同時進行で伝えるという事情に即したものである。各機関から各メディア事業者へ個別に通信方法を確保しなくてよいこと、様式がバラバラの場合よりも効率よく迅速に伝達できることが利点。
ゲートウェイと交換機・基地局は通信事業者が担うが、できるだけ地理的な選別を行うことが定められている。アメリカの場合、郡よりも広くならないことが要件となっている。
メッセージ本文は最大90文字である。規格の策定当初は複数の言語を配信できるよう検討されたが、最終的には単一言語となった。また、受信後に端末で着信音の鳴動やバイブレーションが可能となるよう求める要件もある。
ETWSとは異なり、CMASでは通話中や通信中の端末では動作しないことが定められている。これは、救助を求める通信中である可能性に配慮したためである。
アメリカでは、2012年6月からCMASのサービスが開始された。
ETWSは速度要件が厳しいため、新しくPWSの導入を検討している国や事業者では、CMAS型のシステムの方が有利な状況にある（2013年時点）。

### その他

ヨーロッパ各国のEU-Alert導入状況。緑が導入済み、黄緑が導入中。

- EU-Alert(英語版) - ヨーロッパ向けに策定された方式。国ごとの細かい仕様変更を許容する一方、基本仕様を統一して、ローミング時にも確実に動作するよう配慮されている。オランダではNL-Alert、イギリスではUK-Alert[19]。
- KPAS - Korean Public Alert System。CMASを韓国向けに仕様変更した方式。
- 災防告警系統(中国語版) - 台湾のPWS。地震の強い揺れを到達前に知らせる強震即時警報（台湾版緊急地震速報）や地震観測情報、大雨・暴風・激しい落雷の予報などを配信する。

### PWSのメッセージ
3GPPの規格標準TS 23.041に定義されている、セルブロードキャストの主なメッセージIDの種類を示す。0 - FFFF（16進数、10進数では0 - 65535）のうち、公衆警報システム(PWS)専用に割り当てられているのは1100 - 18FF（16進数、10進数では4352 – 6399）だが、それ以外の汎用部分も使用されている。
| ID 16進数 (10進数） | 用途                                                |
| ------------------- | --------------------------------------------------- |
| 1100 (4352)         | ETWS 地震の警報                                     |
| 1101 (4353)         | ETWS 津波の警報                                     |
| 1102 (4354)         | ETWS 地震と津波の複合警報                           |
| 1103 (4355)         | ETWS テスト用 ※このIDでは端末が鳴動しない設定が基準 |
| 1104 (4356)         | ETWS その他の警報                                   |

| ID 16進数 (10進数）          | 用途                                                                          | 用途                                                                          | 用途                                                                          |
| ---------------------------- | ----------------------------------------------------------------------------- | ----------------------------------------------------------------------------- | ----------------------------------------------------------------------------- |
| 規格ごとに階級が異なる識別子 |                                                                               |                                                                               |                                                                               |
| 1112 (4370)                  | CMAS 大統領級の警報                                                           | EU-Alert レベル1 第一言語                                                     | KPAS クラス0                                                                  |
| 1113 (4371)                  | CMAS 最大級の警報 重大性 高, 緊急性 高, 確実性 高                             | EU-Alert レベル2 第一言語                                                     | KPAS クラス1                                                                  |
| 1114 (4372)                  | CMAS 最大級の警報 重大性 高, 緊急性 高, 確実性 中                             | EU-Alert レベル2 第一言語                                                     | KPAS クラス1                                                                  |
| 1115 (4373)                  | CMAS 重大な警報 重大性 高, 緊急性 中, 確実性 高                               | EU-Alert レベル3 第一言語                                                     | KPAS クラス1                                                                  |
| 1116 (4374)                  | CMAS 重大な警報 重大性 高, 緊急性 中, 確実性 中                               | EU-Alert レベル3 第一言語                                                     | KPAS クラス1                                                                  |
| 1117 (4375)                  | CMAS 重大な警報 重大性 中, 緊急性 高, 確実性 高                               | EU-Alert レベル3 第一言語                                                     | KPAS クラス1                                                                  |
| 1118 (4376)                  | CMAS 重大な警報 重大性 中, 緊急性 高, 確実性 中                               | EU-Alert レベル3 第一言語                                                     | KPAS クラス1                                                                  |
| 1119 (4377)                  | CMAS 重大な警報 重大性 中, 緊急性 中, 確実性 高                               | EU-Alert レベル3 第一言語                                                     | KPAS クラス1                                                                  |
| 111A (4378)                  | CMAS 重大な警報 重大性 中, 緊急性 中, 確実性 中                               | EU-Alert レベル3 第一言語                                                     | KPAS クラス1                                                                  |
| 111B (4379)                  | CMAS 子供の誘拐・失踪情報                                                     | EU-Alert 子供の誘拐・失踪情報                                                 | KPAS クラス1                                                                  |
| 111C - 111E (4380 - 4382)    | CMAS テスト等に使用                                                           | CMAS テスト等に使用                                                           | CMAS テスト等に使用                                                           |
| 111F - 1128 (4383 - 4392)    | ※略記 CMAS, EU-Alert, KPASそれぞれ1112 - 111Bと同じメッセージを第二言語で表記 | ※略記 CMAS, EU-Alert, KPASそれぞれ1112 - 111Bと同じメッセージを第二言語で表記 | ※略記 CMAS, EU-Alert, KPASそれぞれ1112 - 111Bと同じメッセージを第二言語で表記 |
| 1129 - 112B (4393 - 4395)    | CMAS 第二言語のテスト等に使用                                                 | CMAS 第二言語のテスト等に使用                                                 | CMAS 第二言語のテスト等に使用                                                 |
| CMAS共通の識別子             |                                                                               |                                                                               |                                                                               |
| 112C (4396)                  | CMAS 公衆安全に関する警報                                                     | CMAS 公衆安全に関する警報                                                     | CMAS 公衆安全に関する警報                                                     |
| 112D (4397)                  | CMAS 公衆安全に関する警報 第二言語                                            | CMAS 公衆安全に関する警報 第二言語                                            | CMAS 公衆安全に関する警報 第二言語                                            |
| 112E - 112F (4398 - 4399)    | CMAS 州または自治体が行う WEAテストに使用                                     | CMAS 州または自治体が行う WEAテストに使用                                     | CMAS 州または自治体が行う WEAテストに使用                                     |
| 1130 (4400)                  | CMAS ジオフェンス単位での配信に使用                                           | CMAS ジオフェンス単位での配信に使用                                           | CMAS ジオフェンス単位での配信に使用                                           |

| 1131 (4401)               | ETWSを除く、ePWS機器用（アメリカのWEAには用いない） 汎用 |                                                     |                                                     |
| 1132 (4402)               | 同上 地震                                                |                                                     |                                                     |
| 1133 (4403)               | 同上 火山                                                |                                                     |                                                     |
| 1134 (4404)               | 同上 水災（洪水・台風・津波）                            |                                                     |                                                     |
| 1135 (4405)               | 同上 火災                                                |                                                     |                                                     |
| 1136 (4406)               | 同上 土砂災害・雪崩                                      |                                                     |                                                     |
| 1137 (4407)               | 同上 風災（竜巻・暴風）                                  |                                                     |                                                     |
| 1138 (4408)               | 同上 砂嵐・砂塵嵐                                        |                                                     |                                                     |
| 1139 (4409)               | 同上 化学事故（放射性物質・有毒物質）                    |                                                     |                                                     |
| 113A (4410)               | 同上 感染症                                              |                                                     |                                                     |
| 113B (4411)               | 同上 テスト用                                            | 同上 テスト用                                       | 同上 テスト用                                       |
| 113C (4412)               | ETWSのePWS機器用（日本のETWSには用いない） 汎用          | ETWSのePWS機器用（日本のETWSには用いない） 汎用     | ETWSのePWS機器用（日本のETWSには用いない） 汎用     |
| 113D - 1146 (4413 - 4422) | ※略記 同上 地震から感染症、テスト用まで順に割り当て      | ※略記 同上 地震から感染症、テスト用まで順に割り当て | ※略記 同上 地震から感染症、テスト用まで順に割り当て |

| ID 16進数 (10進数）         | 用途 |
| --------------------------- | --- |
| A000 - AFFF (40960 - 45055) | PLMN事業者がそれぞれ独自に設定する識別子。 同じIDであっても、事業者により異なる種類のメッセージに割り当てることがあるため同じ動作は保証されない。 |

日本において、NTTドコモ・KDDI・ソフトバンクモバイルの携帯電話大手3社が配信する地方自治体（市区町村）提供の情報（災害、避難、地域情報、防災訓練）やJアラート（ミサイル・テロ情報など）は、事業者が任意に設定する識別子のA000 - AFFF（40960 - 45055）を使用している。そして当初は事業者ごとに異なる識別子を設定していたため、AndroidのSIMフリーやMVNO契約の一部スマートフォンでこの種の緊急速報を受信できない不具合が発生していた。これを改善するため2017年12月に電気通信事業者協会が取りまとめる形で3社が共通受信仕様を策定、Android 8.1 (8.1.0_r9)以降でかつこの共通仕様を採用したプログラムに更新した端末では受信可能となった。なおスマートフォンの機種（プログラム）によっては、この緊急速報を表示するかどうか、メッセージの種類ごとに表示/非表示の設定を行えるものがある。